# 謝杰 (音樂人)
謝杰（Josef Tse，6月24日－），為香港製作人及作曲家，作品多達一百多首。

## 簡介
曾為多位香港及台灣歌手作曲、編曲、監製。當中包括梁詠琪、陳慧琳、張敬軒、任賢齊、鄭秀文、容祖兒、張柏芝、譚詠麟、陳曉東、何韻詩、許冠傑、李克勤、楊乃文、吳奇隆、鄭融、HotCha、梁漢文、黃鎧晴、關淑怡等等。

## 音樂作品

### 1999年
- 黃子華 - 關老三（編）
- 黃子華 - 我愛你一世（編）
- 黃子華 - 做馬仔（編）
- 黃子華 - 關老三（Vinyl Mix）（編）

### 2001年
- 古天樂 - 樂天（曲、編）
- 梁詠琪 - Suddenly, this summer (Overture)
- 梁詠琪 - Suddenly, this summer（曲、編）
- 梁詠琪 - 喜劇收場（曲、編）
- 梁漢文 - 不愛就不愛（曲、編）
- 鄭秀文 - 人間定格（曲、編）

### 2002年
- Cookies - 宇宙最強（曲、編）
- 何韻詩 - 露絲瑪莉（曲、編）
- 余文樂 - 紙巾（曲、編）
- 李克勤 - 無考不成冤家
- 李克勤、黃伊汶 - 來到今天（曲）
- 梁詠琪 - 家有小熊（曲、編）
- 梁詠琪 - 蕩失
- 梁詠琪 - 家有小熊 (家地瘦肌Mix)（曲、編）
- 梁詠琪 - 雪花（編）
- 陳司翰 - 硬漢（曲）
- 陳曉東 - 武林中人（曲）
- 陳曉東 - 情場中人（曲）

### 2003年
- 何韻詩 - 我找到了（曲）
- 吳奇隆 - 我冒險（曲、編、監）
- 吳奇隆 - 年輕無極限（曲、編、監）
- 李克勤 - 廿四孝（曲、編）
- 徐天佑 - 炭（曲、編）
- 梁詠琪 - 完美放送（編、監）
- 鄭　融 - 終生學習（曲、編、監）
- 鄭　融 - 高踭鞋（曲、編、監）
- 鄭　融 - 浮沙（編、監）
- 鄭　融 - 成人對待（雷鬼版）（編）
- 譚詠麟、李克勤 - 有了你世界更美

### 2004年
- 李克勤 - 夠鐘食藥（編）
- 李克勤 - 神州行（曲、編）
- 李克勤 - 空中飛人（Acrobat Mix）（編）
- 容祖兒 - 最後勝利
- 梁詠琪 - 夏日劇集（曲、編、監）
- 梁詠琪 - 明日之前（編）
- 陳慧琳 - 飛行里數（曲、編）
- 董敏莉 - 池畔派對（曲、編、監）
- 董敏莉 - 就你（曲、編、監）
- 董敏莉 - Non-no（曲、編、監）
- 鄭　融 - 叫好叫座（曲、編、監）
- 鄭　融 - Step by Step（曲、編、監）
- 鄭　融 - 黃巴士（曲、編、監）
- 鄭　融 - 咀咒他（編、監）
- 鄭　融 - 學長（曲、編、監）
- 鄭　融 - 紅花會（女子實驗樂坊Mix）（編、監）

### 2005年
- 2R - 新世界（曲、編、監）
- 2R - 兩敗俱傷（曲、編）
- Twins - 米奇進行曲（編）
- 余文樂 - 一二三紅綠燈（曲、編）
- 張栢芝 - 新聞女皇
- 張栢芝 - 我想一個人
- 梁詠琪 - 你有寶
- 劉日曦 - 黑膠唱片
- 鄭　融 - 小龍女（曲、編、監）[2]
- 鄭　融 - 屬你（曲、編、監）
- 鄧穎芝 - 小妹有禮（曲、編、監）
- 謝霆鋒 - 基本需要（編）

### 2006年
- 李克勤 - 一場兄弟（曲、編）
- 林子萱 - 抱抱娃（曲、編、監）
- 林子萱 - 幽閉過度活躍症（曲、監）
- 林子萱 - 安祖蓮娜彼特（曲、監）
- 林子萱 - 幽閉症（曲、編、監）
- 林子萱 - 過度活躍症（曲、編、監）
- 林子萱 - P．S． I love me（曲、編、監）
- 張敬軒 - 第二次愛你（曲）
- 陳　豪 - 川流不息（曲）

### 2007年
- HotCha - 你的味道（曲）
- 小　肥 - 轉性（曲）
- 林威辰 - 紅外線之戀
- 泳　兒 - 賣火柴的女孩（曲）
- 梁漢文 - 自作聰明
- 許冠傑 - 親手寫我夢
- 傅　穎 - 你是灰色的（曲）

### 2008年
- 王祖藍 - 擒擒青（曲、編）
- 可　嵐 - 愛麗絲（曲）
- 可　嵐 - 感官記憶（曲）
- 吳浩康 - 熄電話（曲、編）
- 吳浩康 - 黑色笑話（曲、編）
- 吳浩康 - 一個人（曲、編）
- 吳浩康 - 即使世界不可估計（編）
- 泳　兒 - 單純（曲、編）
- 洪卓立 - 彌敦道（曲、編）
- 黃鎧晴 - 女子中學（曲、編、監）
- 黃鎧晴 - 金山豆日青（曲、編、監）
- 黃鎧晴 - 明日經典（編、監）
- 黃鎧晴 - Less is more（曲、編、監）
- 黃鎧晴 - 素顏（曲、監）
- 黃鎧晴 - 上北沢の金山豆日青（曲、監）
- 鍾舒漫 - Best Time（編）
- 鍾舒漫 - Shut Up（編）

### 2009年
- Daisy Ng、Bonnie Chow - 想·心跳
- 方皓玟 - Untie Me（曲、編、監）
- 鄭秀文 - 你愛我
- 鄭秀文 - 你愛我（國）
- 關淑怡 - 地盡頭（曲）

### 2010年
- 張敬軒 - 攝氏零度[3]
- 陳慧琳 - 快樂移動（曲）

### 2011年
- 焯　皓、戴辛尉 - 恨就恨（曲）

### 2012年
- 泳　兒 - 領會（曲）
- 陳明恩 - The Greatest Love（曲、編、監）

### 2013年
- 樂　瞳 - 只怪是我不好（曲）

### 2014年
- 可　嵐 - 愛‧傷了（曲、編、監）[4]
- 陳明恩 - BUY BUY（曲）
- 梁文音 - 住在心裡的過客（曲）

### 2016年
- Super Girls - 無中生有（曲、編、監）
- 鄭秀文 - 八公里（曲）

### 2017年
- 洪卓立 - 閃先（曲、編）
- 鄭秀文 - 八公里（曲）
- 鄭秀文 - 隨他去吧（曲、詞、編、監）
- 顏卓靈 - 惡女（曲）

### 2018年
- 李璧琦 - 恩典之路（編、監）
- 李璧琦 - 只想緊緊抱住你（曲、詞、編、監）
- 徐佳瑩 - 閃光少女（編）

### 2021年
- 黃霄雲 - 此間少年（編）

### 2023年
- 胡彦斌 - 凡非凡 (曲)
- 楊乃文 Feat.黃貫中 - 釋懷（曲）

### 2024年
- 馮提莫 - 飛馳派對（曲、詞、編、監）
- 鄭闖 - 三步成祖（曲、編）

### 2025年
- 劉君冬 - my love is true（曲）